# Personnages du jeu Fort Boyard
 (juin 2024).
- Si vous ne connaissez pas le sujet, laissez ce bandeau (vous pouvez alors contacter les auteurs).
- Si vous supprimez le contenu mis en cause (vous pouvez préalablement contacter les auteurs),

argumentez précisément cette suppression dans la page de discussion
(un manque de référence n'est pas un argument ; une recherche réelle de référence doit avoir été effectuée, être formellement documentée).
Au fil des années, le Fort du jeu a été occupé par différents personnages, parfois muets, aux rôles plus ou moins importants, incarnés par des acteurs souvent inconnus du public, bien que depuis 2013 certains sont interprétés par des célébrités.

## Légende des tableaux
| Personnage(s) masculin(s) | Personnage(s) féminin(s) | Ensemble de personnages (genres connus) | Personnage(s) mystérieux | Animaux |
| ------------------------- | ------------------------ | --------------------------------------- | ------------------------ | ------- |

## Personnages actuels
| Personnage(s) | Années d'apparition          | Rôle | Incarné par |
| --- | ---------------------------- | --- | --- |
| Père Fouras | depuis 1990                  | Personnage emblématique du Fort, ce vieil homme plutôt espiègle, avec sa longue barbe blanche et sa voix enrouée, soumet des énigmes aux candidats venus le défier. Il serait né en 1815 sur l'île d'Aix, issu d'une longue lignée de navigateurs et fut engagé par hasard sur la construction du Fort avant d'en devenir le gardien. Son arrière-grand-père se nommerait Louis-Philippe Fouras. Il a notamment de la famille en Écosse, dont Eric, fils de son cousin Peter, venu faire un stage à l'été 2017 et enseigner l'histoire du Fort aux candidats dans l'épreuve de la Boyard Academy. Le trésor lui appartiendrait depuis longtemps et il aurait décidé de le cacher sur le Fort en y arrivant ; il a accumulé sa fortune grâce au parc d'attraction Boyard Land, qu'il dirigeait avant de venir sur le fort, et cette ancienne activité ainsi que sa passion pour les jeux lui ont donné l'idée de créer son propre jeu se déroulant sur le fort. Depuis 2011, il est présenté comme le principal adversaire des candidats, faisant tout pour protéger son trésor. Il reste enfermé dans son antre au cœur du Fort, indique quelles épreuves seront effectuées et décide des candidats qui vont les affronter, en transmettant un parchemin à l'équipe par l'intermédiaire de Passe-Muraille, son messager. Il pose ses énigmes (et parfois des questions de culture générale) aux candidats en duplex dans le cadre de nombreuses épreuves, la plupart comportant des éléments perturbant la concentration du candidat. Il préside le Conseil depuis 2011, en remplacement de l’animateur. En 2017, il présente aux téléspectateurs le jeu audiotel une fois dans chaque émission. Avant 2011, son rôle se réduisait à poser des énigmes depuis la vigie et à participer à des saynètes avec l'animateur. À partir de 2021, il regagne occasionnellement la vigie, d'abord pour faire tester ses nouvelles idées d'épreuves à des candidats dans la séquence du B.E.E.F. (Bureau d'étude des épreuves du Fort), puis dès 2022, il y pose des énigmes comme il le faisait entre 1990 et 2010. En 2025, il abandonne son antre et suit la progression des candidats depuis sa vigie. Il préside également le Cercle des Anciens, composé des personnages les plus emblématiques du Fort et présents depuis au moins vingt années et dont le but est d'évaluer les capacités d'anciens personnages pour déterminer s'ils peuvent réintégrer le Fort. | Incarné par Yann Le Gac, sauf en 1990 où il était joué par Michel Scourneau et en 2002 où il fut remplacé par Didier Hervé. Yann Le Gac est également présent dans la version belge en 2007[réf. souhaitée], 2024 et 2025 et dans la version québécoise de 1993 à 2000 et en 2013 et 2014. |
| Passe-Partout aussi appelé par son prénom André et son surnom Dédé en 1990                                                                             | depuis 1990                  | Passe-Partout guide les candidats dans les coursives du Fort et garde les clés et cartouches-indices de l'équipe. Il a également pour rôle d’enfermer les candidats qui ne ressortent pas d’une cellule avant que la clepsydre ne se vide. En fin d'émission, il procède à la pesée des boyards avec Passe-Muraille (avec Passe-Temps de 1992 à 2009 et avec le capitaine de l'équipe du jour de 2015 à 2018 et dans les dix premières émissions de 2019). En 1990 et 1991, il sonnait le gong en début d’émission. En 1991, il avait également pour rôle de tourner la tête de tigre de la salle du trésor. Malgré son statut de personnage muet à l'écran, on pouvait l'entendre dire quelques mots de temps en temps jusqu'en 1994 et depuis 2024. Ce personnage est le seul du Fort à avoir participé à toutes les émissions (même étrangères, sauf Fort Boyard : Ultimate Challenge où aucun personnage n'est présent). Lors de la version duel en 2010, il guidait l’une des deux équipes, tout comme Passe-Muraille. En 2024, lassé de voir les candidats échouer durant les épreuves, il décidera de les aider en leur partageant les trucs et astuces qu'il a accumulés durant toutes ces années. Il pourra ainsi, une fois durant la quête des clés et une fois durant les aventures, partager un de ses conseils avec eux avant l'épreuve. En 2025, il fait partie du Cercle des Anciens. | Incarné par André Bouchet. Apparaissant dans les versions étrangères, le nom de son personnage peut être son prénom/surnom, Jack the dwarf (en Suède), ou parfois adaptés à la langue du pays et souvent ne change pas de la version française. |
| Félindra appelée par son prénom Monique en 1991 | 1991-1997 et depuis 1999     | Elle est, avec ses tigres, la seule survivante du naufrage d'un bateau transportant le plus grand cirque du monde. Quand cet incident est arrivé, elle était très jeune et s'est installée au Fort avec ses félins. Dompteuse des tigres, elle les fait sortir de la salle du trésor et rentrer dans leur cage, à la fin de l'émission, pour la prise du trésor. Une fois que les candidats ont composé le mot-code, elle fait tourner la tête de tigre afin de valider le mot-code proposé par les candidats. Si le mot-code composé est faux ou si l'équipe n'a proposé aucun mot-code, elle place les boulets sur les bonnes dalles pour faire tomber les boyards et elle remplit une bourse représentant les 3 000 euros qu’elle remet à l’équipe comme lot de consolation.. Depuis 2014 (sauf en 2020 et 2021), elle sonne le gong au début et à la fin de chaque quête avec son fouet, un rôle attribué à La Boule jusqu'alors. À partir de 2022, les tigres ne sont plus présents et sont remplacés par quatre statues de tigres dorées, animées en 3D à l'écran, mais Félindra reste présente. Entre 2022 et 2024, elle actionne le mécanisme qui ouvre la grille de la salle du trésor en fin d'émission (rôle attribué à l'animateur entre 2006 et 2009, entre 2011 et 2021 et depuis 2025). Elle fait partie du Cercle des Anciens en 2025. En 1991, elle est simplement appelée par son prénom, Monique. | Incarné par Monique Angeon, sauf en 1998 où elle fut remplacée par Thierry Le Portier alias Major, et en 2006 par Kareen Le Portier. Apparaissant dans les versions étrangères, le nom de son personnage peut être son prénom ou parfois adapté à la langue du pays et souvent ne change pas de la version française. |
| Maîtres du Temps également appelés simplement Maîtres et anciennement appelés Maîtres des Jeux de 1995 à 2000 puis Maîtres des Ténèbres de 2003 à 2010 | depuis 1995                  | | Il s'agirait des membres de la production et d'autres personnages qui se cacheraient sous les masques. Depuis 2016 (sauf en 2023), Serge Avril, qui jouait le rôle du Magicien du Fort se cacherait sous le masque d'un Maître lors du duel du bonneteau au Conseil. En 2023, le bonneteau quitte le Conseil pour aller dans la Cellule 218 où se trouve le débarras du Fort et c'est toujours face à un maître du temps (incarné toujours par Serge Avril) qu'est joué l'épreuve. |
| Le Chasseur | depuis 2022                  | Ce Maître du Temps impitoyable se distingue de ses semblables par ses talents de magicien, son masque de couleur chrome et le fait qu'il est le seul Maître doté de la parole. Son rôle est de recruter et de former les Maîtres. À cette fin, il observe les candidats et lors de certaines émissions, s'il repère un participant doté d'une qualité spécifique (force, courage, résistance ou détermination), il envoie plusieurs Maîtres du Temps dans les coursives du fort pour le capturer durant la quête des clés. Il propose alors au candidat un test visant à vérifier son aptitude. Si le test est réussi, le Chasseur remet au candidat une clé et l'encourage à devenir Maître du Temps à l'avenir. Occasionnellement, il soumet son test à un candidat prisonnier pour déterminer s'il est digne d'être libéré. En 2024, il est révélé qu'il est le bras droit du père Fouras. Il préside exceptionnellement le Conseil lorsque le père Fouras est absent. En 2025, il fait partie du Cercle des Anciens, composé des personnages les plus emblématiques de l'émission, ce qui laisse supposer qu'il fait partie des premiers Maîtres du Temps et qu'il reçoit une promotion en 2022. | incarné par Valentin Azema de 2022 à 2024, puis par Morgan De Cecco depuis 2025. |
| Jaba | 1995-2000, 2022, depuis 2024 | Personnage loufoque qui intervenait dans diverses épreuves (Le Pirate en 1995, Les Poignards en 1996, Le Tromblon et La Secousse en 1998 et la Tirlitournette en 2000). Dans les coursives du Fort, il prenait un malin plaisir à faire peur aux candidats. En 1997, il cherchait également à piéger La Boule à chaque émission. De 1998 à 2000, on le voyait souvent aux côtés de la bohémienne. Depuis 2022, il affronte les candidats en duel dans certaines épreuves, dans le cadre de l'atout « les fantômes du passé » en 2022 et de la cellule interdite « la Galerie des portraits » en 2024 où il réapparaît avec d'autres personnages pour le 35e anniversaire de l'émission. | Rôle interprété par Yan Lukes de 1995 à 2000. Dans le générique de fin, il était simplement crédité « Le pirate Jaba ». Interprété par Cédric Burel en 2022 et 2024. |
| Passe-Muraille | depuis 2004                  | Messager personnel du père Fouras depuis 2011, il joue le rôle d'intermédiaire entre le maître du Fort et l'animateur. Il remet à celui-ci les parchemins indiquant le nom de l'épreuve suivante et le candidat qui la réalisera. Il a également pour rôle d’accompagner les candidats qui doivent s’équiper pour une épreuve ultérieure. Entre 2010 et 2014, puis à partir de la onzième émission de 2019, il effectue la pesée des boyards aux côtés de Passe-Partout. Il a aujourd'hui une place importante dans l’émission et interagit beaucoup avec l'animateur, le père Fouras et les autres personnages dans des séquences humoristiques. Depuis 2014, il apparaît régulièrement dans certaines épreuves. Entre 2015 et 2023, il porte un déguisement différent lors de la plupart de ses apparitions et il apparaît également dans la Cage, permettant aux candidats et à l'animateur d'entrer dans l'arène et remettant à ce dernier l'identité des candidats participant aux duels. Avant 2011, il accompagnait les candidats lors des parties intermédiaires (les épreuves nocturnes en 2004 et 2005, la salle des empreintes en 2006, le Cryptogramme en 2007, le Code-couleurs en 2008 et la Salle des coffrets en 2009) et était présent à la fin de l'émission pour l'ouverture des coffrets gagnés lors de cette partie intermédiaire et la pesée. En 2009, il s'occupe de tenir à jour le « chemin de fer » montrant la progression de l'équipe, et pour la formule duel de 2010, il joue le même rôle que Passe-Partout pour l'une des deux équipes. En 2024, Passe-Muraille, en plus de parler durant l'émission, gagne la possibilité d'affronter un candidat durant une des épreuves de la soirée. En 2025, il fait partie du Cercle des Anciens, composé des personnages les plus emblématiques du Fort. | Incarné par Anthony Laborde. Il était déjà présent sur le Fort de 2000 à 2003, mais uniquement pour les versions étrangères, dans le rôle de Passe-Temps. Apparaissant dans les versions étrangères, le nom de son personnage peut être son prénom, Anthony (en Suède et au Québec), ou parfois un nom adapté à la langue du pays. |
| Blanche / La juge Blanche / La princesse Blanche | depuis 2011                  | Princesse du fort et sœur jumelle de Rouge et fille de la Reine qui régna jadis sur le fort, à la suite du duel de succession les opposant elle et sa sœur (elle refusa de combattre, et gagna car Rouge se blessa seule). Elle accueille dans la salle du jugement les équipes qui n'ont pas obtenu toutes les clés nécessaires à l'issue de la première partie du jeu. Entre 2011 et 2020, elle permettait de libérer les prisonniers de la quête des clés. Elle permet à ces équipes d'obtenir les éventuelles clés manquantes et/ou de libérer leurs coéquipiers. En 2017, elle présente également le jeu audiotel aux téléspectateurs une fois par émission. Depuis 2014, elle est toujours accompagnée d'un python. En 2021, la juge du fort change de tenue et a désormais les cheveux bleus. | Incarnée par Louise-Marie Hustings en 2011, par Raphaëlle Lenoble en 2012, et depuis 2013, Delphine Wespiser, qui incarne aussi Rouge (la sœur jumelle de Blanche), depuis 2015. |
| Lady Boo | depuis 2011                  | Lutteuse du Fort, elle défie les candidates dans l'épreuve de la lutte dans la boue ou lors de l'épreuve des cotons-tiges où la candidate et la lutteuse sont en équilibre sur une poutre et doivent faire tomber leur adversaire à l'aide de gros cotons-tiges. En 2011, le père Fouras recrute une nouvelle lutteuse nommée Lady Boo. Depuis 2013, elle apparaît également dans l'épreuve de la double-lutte aux côtés de Mister Boo. Depuis 2017, le nombre d'épreuves dans lesquelles elle affronte les candidates (et parfois les candidats) augmente sensiblement. En 2020 et 2021, pour la première fois, elle ne participe plus à la lutte dans la boue (ni à la double-lutte), mais en plus de ses apparitions ponctuelles dans différentes épreuves, elle est l'une des adversaires des candidats dans la cage (avec Big Boo, Little Boo et/ou Booster). | Incarnée par : Fabienne Lubereilh en 2011, Mayanne Etchecopar de 2012 à 2014 (également présente dans les versions étrangères en 2011 et 2015), Caroline Labourdette en 2015, Doris Rouesne en 2016, et Laura Mété depuis 2017,. |
| Lumineuse | 2000-2001, 2025              | Il s'agissait d'une fée permettant de doubler les gains si les candidats trouvaient la couleur du jour, mélange de deux couleurs primaires. Lors de l'émission, les candidats pouvaient choisir de jouer pour l'une de ces deux couleurs plutôt qu'une clé ou un indice, afin de reconstituer la couleur du jour et ainsi doubler les gains. Sa beauté ne laissait pas Jean-Pierre Castaldi indifférent au point de devenir un gag récurrent. En 2024, la présence de Lumineuse sur l'un des tableaux de la cellule interdite de la « salle des portraits », où beaucoup d'anciens personnages sont représentés pour le 35e anniversaire de l'émission, laisse penser que le personnage pouvait réapparaître pour proposer une épreuve à un candidat de l'équipe s'il est libéré de son tableau. Cependant, le personnage ne fait pas partie de ceux invoqués au cours de l'émission. Il est aussi possible que sa présence sur un tableau parmi d'autres personnages choisis pour réapparaître au cours de l'émission ne soit qu'un clin d'œil car il serait incompréhensible que la production contacte une comédienne pour reprendre ce rôle au cas où le personnage soit invoqué au cours de l'émission pour que finalement, il ne le soit pas. En 2025, celle-ci revient lors du« Cercle des anciens » composé du Père Fouras, Passe-Partout, Passe-Muraille, Félindra et un maître du temps pour l'auditionner pour rejoindre la troupe du fort ainsi que proposer un quiz au candidat dans lequel toutes les réponses sont des couleurs, | Rôle interprétée par Petra Kallsback. |
| Chef Willy, / Shérif Willy / Chef William | depuis 2013                  | L'histoire veut que l'humoriste aperçut, lors de son passage dans l'émission en 2012 en tant que candidat, une affiche indiquant que le père Fouras recrutait. Rêvant de travailler aux côtés du vieux sage, il se retrouve malgré lui cuisinier du Fort. Il reçoit dans son restaurant les candidats qui peuvent récupérer une clé ou un indice en avalant des spécialités atypiques - et dégoûtantes - issues de différents pays. Dans une émission de 2015, il affronte également le candidat dans une course en armure dans le cadre de la Boyard Academy. De 2018 à 2020, il anime également la séquence du Willymix, où il pose des questions à un candidat et lui inflige diverses punitions lorsqu'il se trompe jusqu'en 2019 et supervise la dégustation d'un piment par le candidat en 2020. Depuis 2021, il propose aux prisonniers une épreuve leur permettant de se libérer. Depuis 2015, il présente également le jeu audiotel aux téléspectateurs (en alternance avec d'autres personnages en 2017 et 2018). Alors que son restaurant connaît son âge d'or en 2014, lorsqu'il reçoit sa première étoile des mains du père Fouras, une inspection sanitaire déclare l'établissement non respectueux des mesures d'hygiène en 2015, et c'est contre l'avis de l'inspection qu'il maintient son restaurant ouvert. Changeant le concept de son restaurant et de sa carte chaque année dans l'espoir de retrouver le succès, il finit par quitter le fort en octobre 2019 pour rouvrir Boyard Land, l'ancien parc du père Fouras. À son retour sur le fort à l'été 2020, il constate que le père Fouras, furieux, a fermé le restaurant définitivement et juré de se venger. Willy décide alors d'ouvrir un bar clandestin caché derrière une devanture de cabinet dentaire, où il accueille les candidats pour leur faire déguster ses cocktails composés d'ingrédients qu'il servait précédemment dans son restaurant. Le père Fouras ayant finalement découvert cette activité, Willy se retrouve condamné à l'incarcération dans la prison du fort et à réaliser les photos officielles des candidats prisonniers en 2021 (dans une séquence nommée le Willymaton) ; il aménage alors secrètement la prison pour aider les candidats à s'en échapper, tout en y rouvrant son restaurant sous forme de cuisine pénitentiaire. À la fin de sa peine en 2022, le père Fouras lui offre le poste de shérif du fort ainsi que l'autorisation officielle de reprendre ses activités culinaires ; il continue également à officier pour le Willymaton. Durant la période entre la fin de la saison 2023 et le début de la saison 2024, Willy, déprimé, rend visite au père Fouras et ce dernier lui offre un stage de cuisine à Paris et la promesse de rouvrir son restaurant à son retour. Le restaurant rouvre ainsi ses portes et devient un établissement gastronomique nommé 《 Chez William 》, avant de devenir une simple taverne en 2025. | Incarné par Willy Rovelli, qui joue également ce rôle dans la version belge francophone en 2025. |
| Rouge | depuis 2015                  | Princesse déchue du fort, archère et sœur jumelle de Blanche, fille de la Reine qui régna jadis sur le fort et peut-être du Roi du fort, elle fut enfermée dans une cage à la suite du duel de succession les opposant (voulant combattre, elle se blessa, et perdit). En 2015, elle est libérée par le père Fouras, pour lequel elle lève une armée composée d'anciens candidats du jeu (2015-2017), des enfants du Fort (2018-2019) puis de Lady Boo, Big Boo et Little Boo (depuis 2020). Elle dirige la Cage où ces duellistes affrontent l'équipe du jour. Elle n'apparaît dans l'émission que via des écrans, sur des extraits vidéo enregistrés jusqu'en 2017. De 2018 à 2020, ses interventions via les écrans se font en direct et elle apparaît en personne devant les candidats après le dernier duel (sauf en 2020 pour respecter la distanciation physique). Depuis 2021, elle est dotée d'une nouvelle tenue et dispose d'un trône installé dans la Cage où elle reste présente en permanence. À partir de 2022, elle ne convoque plus les candidats durant la quête des clés et est promue juge, comme sa sœur Blanche ; chaque candidat qui se sacrifie pour obtenir une clé manquante peut choisir de participer à une épreuve d'adresse chez Blanche ou à un duel physique contre les Boo chez Rouge. L'esthétique et le style du personnage rappellent Katniss Everdeen, héroïne de la saga Hunger Games. | Incarnée par Delphine Wespiser, qui incarne également la juge Blanche. |
| Cyril Gossbo | depuis 2020                  | Présentateur du nouveau jeu télévisé imaginé par le père Fouras, Slaïme, et ayant un physique et un style vestimentaire semblables à la poupée Ken, il pose des questions de culture générale aux candidats, qui sont recouverts de slime en cas de mauvaise réponse. En 2021, il présente également le Bingo'ssbo, une épreuve où un candidat est enfermé dans une cage de loto avec des petites bêtes dans laquelle il pose à nouveau des questions de culture générale pour obtenir un nombre d'une boule de loto. À la suite des mauvaises audiences de ces deux jeux, le père Fouras décide en 2022 de remiser Cyril et tous les éléments du Slaïme et du Bingo'ssbo au débarras du fort, mais Passe-Partout et Passe-Muraille le remettent en marche et dans l'espoir d'être à nouveau dans les bonnes grâces du père Fouras, il lance un nouveau jeu, la Vengeance de Cyril Gossbo, semblable au Slaïme mais les questions portent sur l'histoire de Fort Boyard et les candidats sont lâchés dans une piscine de slime lorsqu'ils se trompent. Le père Fouras officialise ce jeu en 2023 sous le nom de Test de connaissances de Fort Boyard. En 2024, il découvre dans le débarras une malle contenant des grands classiques du cinéma et décide de devenir acteur ; le jeu qu'il propose garde la même forme qu'en 2022 et 2023, mais les questions portent sur la reconnaissance de films où les acteurs sont remplacés par des personnages du fort. En 2025, il est présent dans l'atelier de réparation des poupées du Fort. | Incarné par Cyril Féraud. |
| Big Boo | Depuis 2020                  | Lutteur du Fort et geôlier, Big Boo reprend les fonctions de Mister Boo depuis 2020 : il affronte les candidats dans la cage et, depuis 2022, dans la lutte dans la boue et la double-lutte (ces épreuves étant absentes en 2020 et 2021). Il conduit également vers les prisons les candidats qui échouent au jugement et/ou qui ne sortent pas d'une cellule avant la fin du temps imparti. En 2020 et 2021, il sonne également le gong au début et à la fin de la quête des clés, avant de rendre cette fonction à Félindra dès 2022. Personnage muet entre 2020 et 2022, il parle brièvement en 2023 lorsqu'il est défié par un candidat dans la salle du jugement de Rouge. | Incarné par Amadou Konez depuis 2020. |
| Bohémienne | 1998-2002, Depuis 2023       | Elle remplace la Sauvageonne en 1998. En 2002, son rôle évolue : elle permet dorénavant de faire gagner des barreaux supplémentaires pour l'épreuve de l'échelle infernale. Depuis 2023, elle et la presse à boyards reviennent sur le fort pour une émission par saison. En 2024, la présence de la Bohémienne sur l'un des tableaux de la cellule interdite de la « Galerie des portraits », où beaucoup d'anciens personnages sont représentés pour le 35e anniversaire de l'émission. En 2025, celle-ci revient lors du« Cercle des anciens » composé du Père Fouras, Passe-Partout, Passe-Muraille, Félindra et un maître du temps pour l'auditionner pour rejoindre la troupe du fort ainsi que proposer encore une fois la mythique épreuve de la presse à boyards, | Rôle interprété par Marie Journel-Pecquery de 1998 à 2002, puis par Alice Lutun Depuis 2023 |
| Enfants du Fort | 2018–2019, 2025              | Ces enfants qui vivaient seuls dans une forêt ont été recueillis, élevés et entraînés par Rouge pour affronter les candidats dans la Cage, remplaçant les maîtres de la Cage (anciens candidats) qui apparaissaient dans la séquence entre 2015 et 2017. En 2025, quatre d'entre eux reviennent dans la cage et ils ont bien grandis et les candidats vont l'apprendre à leurs dépens ! Ils seront également audtionnés lors du « Cercle des anciens », | Incarnés par Silane Mielle, Salomé Marchal, Maï-Linh Bui (2018-2019 et 2025) et Damani Dembélé (2018 et 2025) ; précédemment incarnés par Casey Calaber (2018–2019 en tant qu'enfant du Fort, puis 2020-2023 en tant que Little Boo), ainsi qu'Aïnhoa Dot Espinosa, Preston Fauchier, Shadi Khaldoun (2019), Ange Muller et Romane Arbona (2018) |
| Femme coupée | 1990, 2012, 2019 et 2025     | Présente dans l'épreuve du même nom, durant l'été 1990 et exceptionnellement dans l'émission spéciale Halloween de 2012, ainsi que dans la séquence de la Machine à remonter le temps en 2019. Dans ce jeu, la jeune femme est allongée dans un sarcophage que le candidat doit scier en deux pour récupérer la clé. En 2025, elle se fera auditionné lors « Cercle des anciens » et proposera de la scier en deux comme dans le tour de magie et dans l'épreuve du même nom,. | Incarnée par une comédienne inconnue en 1990, Alexandra Delfau en 2012 et Pauline Gosalbez en 2019 et 2025 |
| Magik | 2019-2021, 2024              | Découvert dans sa lampe magique au pied du fort par le centenaire gardien des lieux, le génie Magik, en exauçant son vœu de protéger ses clés, propose aux candidats l'épreuve du Fakir, épreuve où le candidat doit marcher sur du verre pilé, des clous et ensuite trouver la clé dans une jarre de serpents. L'épreuve existe toujours en 2022, Magik étant alors remplacé par Passe-Muraille. En 2024, il semble que Magik puisse proposer une épreuve à un candidat de l'équipe s'il est libéré de son tableau de la cellule interdite de la « Galerie des portraits » pour le 35e anniversaire de l'émission. | Incarné par Magloire. |
| Passe Oussakass | Depuis 2023                  | Elle est une version féminine et malveillante de Passe Partout et Passe Muraille. Elle est présente dans les catacombes du fort. | Incarné par Stéphanie Lhorset |
| Booster | Depuis 2024                  | Membre de la famille Boo qui remplace Little Boo à partir de 2024. | Incarné par Loïc Giorgi |
| Viking | Depuis 2025                  | Ce nouveau personnage expert en maniement de l'épée devra non seulement être auditionné par le « Cercle des anciens » mais aussi il affrontera les candidats au cotons tiges aériens,. | Incarné par Emmanuel Huet |
| Passe-Nullepart | Depuis 2025                  | En référence au personnage du même nom dans Boyard Land ce nouveau passe est le plus grand personnage du fort et même le plus grand homme de France ! Il affrontera les candidats dans un tir à la corde à 20m de haut ! | Incarné par Vincent Pourchot |
| Les Tigres de la Salle du Trésor | Depuis 1990                  | Gardiens de la Salle du Trésor dressés par Félindra et par le Dompteur lors d'une saison, Kali, Tosca et Kashemir furent les derniers tigres en charge de garder la salle. Devant une évolution des mentalités sur le bien-être animal, ils ne furent pas remplacés et mis à la retraite dans une refuge. Et à leur place, des statues de tigre prenant vie numériquement ont été mises en places depuis 2022. | Incarnés par plusieurs tigres depuis 1990, dont Kali, Tosca et Kashemir jusqu'en 2021 puis par des tigres numériques depuis 2022. |
| Les Animaux du Fort | Depuis 1990                  | Serpents, mygales, scorpions, mouches et autres insectes sont les habitants du Fort utilisés pour garder plusieurs épreuves depuis 1990, le plus souvent, ils sont là pour gêner les candidats dans leurs progressions qui doivent également vaincre leurs répugnances pour avancer dans une épreuve au mileu de ces animaux. | Incarnés par plusieurs animaux des espèces concernés mais non-venimeux pour des raisons normales d'éviter les accidents. |

## Personnages disparus
| Personnages | Années d'apparitions                           | Rôle | Incarné par | |
| --- | ---------------------------------------------- | --- | --- | --- |
| Population du Fort | 1990                                           | Ils étaient généralement présents dans la cour du Fort ou sur la terrasse au début et à la fin de l'émission. Ces personnages n’ont qu’un rôle figuratif. Patrice Laffont les présente comme vicieux et moqueurs et étant les maîtres du Fort qui conçoivent les épreuves. | Rôles interprétés par Gilles Arthur (pirate magicien), Valérie Bénard, Sophie Margat, Franck Merceron (docker et lutteur), Myriam Mosli (lutteuse poutre), Françoise Ringeval (lutteuse boue), Agnès Tourgoutis et Christine Veinberg. | |
| Prisonniers | 1990                                           | Au nombre de quatre, ils proposent à chacun des candidats d'ingurgiter des mets loin d'être appétissants afin de le faire avancer dans les cellules jusqu'à la clé. | Rôles interprétés par Franck Merceron, Gilles Arthur et d'autres comédiens inconnus. | |
| Femmes noires | 1990                                           | On retrouve ces femmes dissimulées entièrement sous des combinaisons moulantes noires dans l’épreuve du Colin-maillard, où un candidat masculin, plongé totalement dans le noir, doit trouver la clé cachée sous un des maillots de bain fluorescents. Certains maillots de bain sont placés sur des mannequins, alors que d’autres recouvrent de vraies jeunes femmes qui distribuent des claques aux candidats venus chercher la clé dans leurs maillots. On voit également ces femmes en combinaison noire et gants blancs (sans leurs maillots) dans la présentation du jeu au début de l'émission où elles aident Passe-Partout et Passe-Temps a répartir les boyards dans les coffres de la salle du Trésor. | Rôles interprétées par Christine Veinberg, Françoise Ringeval, Valérie Benard, Myriam Mosli, Agnès Tourgoutis et Sophie Margat. | |
| Dresseur / Mike | 1990                                           | Dresseur des tigres de la salle du trésor avant l'arrivée de Félindra en 1991. Patrice Laffont l'appelle par son prénom, Mike. | Ce rôle était interprété par Mike Burck. | |
| Jokers Mystères | 2023                                           | Les « Jokers mystères » sont deux personnages que le Père Fouras a recruté pour défier les candidats et si les candidats trouvent leur identité, ils empochent 3 000 € pour leur association. | Incarnés par Tibo InShape et Juju Fitcats en 2023 | |
| Tête et mains | 1990 à 1991                                    | La tête était présente dans l’un des placards du Musée des horreurs. Il avait pour rôle de surprendre les candidats. En 1990, deux mains sont visibles sur un meuble du Musée des horreurs. En 1991, les mains étaient également présentes dans un des recoins du Labyrinthe obscur. | Rôles interprétés par des comédiens inconnus. | |
| Little Boo, | 2020-2023                                      | En 2020, Rouge évince les enfants du Fort et décide de faire désormais combattre dans la cage Lady Boo et Big Boo. Cependant, le père Fouras décide d'accorder à Casey, l'un des ex-enfants du Fort, une promotion et de le faire devenir Little Boo en raison de ses performances contre les candidats. En plus d'être l'un des trois adversaires de la cage, il affronte également les candidats dans des épreuves aériennes : les Cotons-tiges aériens , la Course-poursuite, les Deux cages et le Tir à la corde en duo avec Lady Boo ou la guerrière mystère). Personnage muet entre 2020 et 2022, il parle brièvement en 2023 lorsqu'il est défié par un candidat dans la salle du jugement de Rouge. | Incarné par Casey Calaber, qui faisait partie des enfants du Fort en 2018 et 2019. | |
| Lutteur | 1990-1996                                      | Lutteur du Fort, il défie les candidats dans l'épreuve des cotons-tiges. Pendant ses apparitions, il a le look d'un combattant "ninja". En 1990, interprété par Franck Merceron, le lutteur apparait pour la première fois. '. | Incarné par Franck Merceron (1990), Christian Bories (1991-1993) et Franck Forestier (1994-1996). | |
| La lutteusejusqu'en 2006 et parfois surnommée Pénélope Gadoue, dans les années 1990.                                                             | 1990-1999, 2001-2006                           | Lutteuse du Fort, elle défie les candidates dans l'épreuve de la lutte dans la boue ou lors de l'épreuve des cotons-tiges où la candidate et la lutteuse sont en équilibre sur une poutre et doivent faire tomber leur adversaire à l'aide de gros cotons-tiges. En 1990, il y a deux lutteuses différentes : une sur la poutre et une autre, en maillot de bain panthère dans la boue, avec une cheville attachée à un piédestal sur lequel repose la clé. En 2016, Olivier Minne indique que Pénélope Gadoue est l'arrière-grand-mère de Lady Boo. | Incarnée par : Myriam Mosli (sur la poutre) début 1990, Françoise Ringeval (dans la boue) de 1990 à 1994, Sabrina François en 1995, Héloïse Brunet en 1996, 1999 et de 2001 à 2006, Sylvie Manquest en 1997 et Marie Pecquery en 1998 (parallèlement à son rôle de Bohémienne). | |
| Docker / Bras d'acier, Homme-fort | 1990-1995 1992-2007                            | Le candidat lui fait face dans l'épreuve du Bras de fer (1990-1995, 1997-2000, 2006-2007), Tirer de corde (1992-1993), Cabestan (1994-2007) et de la joute (2000). Lors du bras de fer, il était aussi nommé le Docker. En 1992 lors des absences de Sumo, il gère les prisons. | Rôle interprété par Franck Merceron (1990), Christian Bories (1991-1993), Franck Forestier (1994-1997 et 2006-2007), Bernard Vandamme (1998-2001), Fabrice Chatelain (2002-2004) et Thibaut Marquis (2005). | |
| Professeur fou / Professeur Demazure | 1991                                           | Dans l’aventure des Araignées, il indiquait au candidat la marche à suivre pour obtenir l'indice situé sur une mygale. | Rôle interprété par Guy Demazure. Lors de sa 3e apparition, il parle et n'a qu'un seul bras (le droit). | |
| Gary Boo | 2021                                           | Trappeur canadien de la famille Boo, ce personnage anime l'épreuve de la cabane du trappeur. Dans cette cellule, le candidat doit traverser un sentier parsemé d'obstacle. Rendu au bout, il doit réussir un challenge imposé par Gary Boo, comme pêcher une clé avec une canne à pêche sur un piège, plonger dans un tonneau de sirop d'érable ou encore détruire un morceau de glace avec une barre à mine pour récupérer la clé. Si le candidat réussit, il doit retourner à l'entrée de la cellule en faisant le chemin inverse. | Incarné par Jean-Marc Généreux | |
| Professeur court-circuit | Vendeur d'indices                              | 1991 et 1992-1994 | Apparaissait dans l'aventure du même nom. Après avoir vu six morceaux de papier sur lesquels sont inscrits des mots, une candidate devait faire un parcours difficile tout en gardant le maximum de boyards dans la main. À la fin du parcours avec ces boyards, elle pouvait acheter un mot et voir s'il était ou non l'indice du mot-code final. | Rôle interprété par différents acteurs (dont certains n'apparaissaient pas dans le générique de fin) : Jean-Claude Lachèvre en 1991 (émissions nocturnes) et 1992, Manuel Blanquet en 1993 et Ange Belange en 1994. |
| Revenant | 1994                                           | Ce personnage, un squelette, apparaît dans l’effrayante épreuve des Revenants. Au début de l’épreuve, ce dernier reste immobile mais se met en mouvement dès que le candidat l'atteint. Il tentera alors de le faire tomber de la poutre. | Rôle interprété par un comédien inconnu. | |
| Cuisinier | 1993-1995                                      | Intervenait dans l'épreuve de la Réserve : le candidat devait dégommer des boîtes de conserve pour les faire tomber et espérer récupérer la clé dans l'une d’entre elles. | Rôle interprété par Christian Bories en 1993, Ange Belange en 1994 et Christophe Sardain en 1995. | |
| Femme sans tête | 1995                                           | Jeune femme blonde qui intervenait dans l'épreuve du même nom. | Rôle interprétée par Géraldine Boyard. | |
| Pêcheur | 1995                                           | Figurait dans l'aventure de La Chaussette. Son nom ne figurait pas au générique malgré sa participation à l'émission. | Rôle interprété par Christophe Sardain. | |
| Professeur désagrégé | 1992-1996                                      | Il interrogeait les candidats sur des calculs complexes dans l'épreuve Calcul à la suite. | Interprété par Jean-Claude Lachevre en 1992, Manuel Blanquet en 1993, Ange Belange en 1994, Christophe Sardain en 1995 et Jean-Michel Capuano en 1996. En 1992 et 1993, le rôle ne figure pas au générique malgré sa participation à l'émission. | |
| Samson | 1995-1997                                      | C'est le chien de La Boule. Il ne quitte pas son Maître d'une semelle, sauf pour apporter la liste des candidats du jour au père Fouras au début de chaque émission. | C'est un Mâtin napolitain, race que les Romains, dans l’Antiquité, dressaient pour combattre dans l’arène, mais Samson est un chien affectueux. | |
| Sauvageonne | 1996-1997                                      | Permettait de gagner des boyards supplémentaires lors d'un jeu de hasard. | Rôle interprétée par Iléana Prouvost en 1996 et 1997. | |
| Trapéziste | 1998                                           | Le trapéziste n'est visible qu'en 1998, lors de l'aventure du Trapèze. Il se balance au-dessus de la cour intérieure et l'un des candidats doit venir s'accrocher à lui, afin de lire l'indice inscrit sur son bras. | Rôle interprété par un comédien inconnu. | |
| Major | 1998                                           | Il est le remplaçant de Félindra qui n’avait pas pu être présente durant cette saison. | Rôle interprété par Thierry Le Portier, le propriétaire de tous les tigres du Fort. | |
| Ariane | 1991-1998 et 2000                              | Jeune fille nue qui porte un indice tatoué sur son corps et qu'il faut rejoindre dans l'obscurité en suivant le fil d'Ariane dans l'aventure du Labyrinthe Obscur. | Rôle interprétée successivement par Cécile Henry (1991), Sandrine Pommier (1991 pour les émissions nocturnes), Karine Lajugie (1992), Emmanuelle Grimaldi (1993), Géraldine Boyard (1994-1996) et enfin Stéphanie Lesage (1997-1998 et 2000). | |
| Naïade | 2002                                           | Il s'agissait d'une jeune sirène que le candidat devait vaincre dans l'épreuve de la clé à la mer : le candidat plongeait et devait nager le plus vite possible pour arriver le premier à la clé. Il disposait d'une légère avance, la naïade plongeant quelques secondes après lui, pour que le duel reste équitable. | Rôle interprétée par Bérengère Chevy. | |
| Gymnaste | 2006                                           | Un candidat devait la vaincre dans l'épreuve du pont de singe en 2006. | Rôle interprétée par Caroline Ferré en 2006. | |
| Alain Passe-Temps | 1990-2009                                      | Il mène les candidats en vigie et tient le sablier sanctionnant le temps dont le candidat dispose pour répondre à l'énigme. Il a également pour rôle d’accompagner les candidats qui doivent s’équiper pour une aventure ultérieure. En fin d'émission, il procède à la pesée des boyards aux côtés de Passe-Partout (ces deux dernières missions furent ensuite effectuées par Passe-Muraille de 2011 à 2014 puis depuis 2014, c'est le capitaine de l'équipe qui procède à la pesée avec Passe-Partout). | Rôle interprété par Alain Prévost. En 2000, Anthony Laborde (Passe-Muraille dans la version française de 2004 a 2009) joue Passe-Temps dans trois adaptations étrangères[réf. souhaitée], avant de le remplacer dans tous les pays étrangers en 2001. À partir de là, Alain Prévost n'est alors présent que dans la version française, avant de prendre sa retraite avant la saison 2010 (l'intéressé affirme avoir été « jeté à la poubelle sans aucune raison valable » et évoque une inimitié avec le producteur à l'origine de son éviction alors que la production évoque « des contraintes artistiques »). Selon les versions étrangères, il peut se faire appeler Passe-Temps comme en France, un autre nom adapté à la langue du pays ou carrément son vrai nom Alain dans entre-autres les versions suédoise et québécoise. Lors des premières saisons, il était nommé simplement Alain. | |
| Mister Réflexe / Le corsaire, Magicien | début des années 1990 / 1990-2000 et 2003-2013 | Apparaît dans l'épreuve du Bonneteau qui consiste à découvrir sous quel gobelet se trouve une petite clé après manipulation par celui-ci; trois petites clés sont nécessaires pour ouvrir les cadenas et récupérer la véritable clé et il apparaît dans l'épreuve du voleur de clé jusqu'en 2000 (le candidat doit attraper une clé attachée à une ficelle que tient le magicien). En 1990, c'était un pirate s'étant entraîné dans les bush de Macao, Hambourg et Valparaiso. | Rôle interprété par Gilles Arthur (1990-1993, 1995-1998), Gilles Weiss (1991 pour les nocturnes), Allias (1994), Jean-Hervé Goyot (1999-2000) et Serge Avril (de 2003 à 2013). Serge Avril était présent sur le Fort de 2001 à 2002 mais uniquement pour les versions étrangères. | |
| Mégagaf / Vincent Lagaf' | 2018-2019, 2021, 2024                          | Vêtu d'un costume rouge, ce super-héros voulant « voler le vieux Père Fouras » se déplace avec un flyboard. Il aide les candidats à obtenir une clé ou un indice en leur apprenant à contrôler le flyboard. En 2018, 2019 et 2021, il est également présent juste avant certaines épreuves jouées au-dessus de la mer, lorsqu'elles sont jouées lors d'émissions où il apparaît, afin d'encourager les candidats. En 2018, il présente aux téléspectateurs le jeu audiotel deux fois dans chaque émission où il apparaît. Dans deux émissions de la saison 2021, l'épreuve du flyboard est remplacée par une épreuve de rodéo sur bouée. En 2024, le père Fouras autorise un candidat à le libérer de son tableau de la cellule interdite de la « salle des portraits » pour le 35e anniversaire de l'émission et Mégagaf aide le candidat à obtenir une clé ou un indice en remerciement.                                                                                | Incarné par Vincent Lagaf'. | |
| Monsieur Tchan / Maître Tchan / Le Chinois, | 2007-2009, 2024                                | Dans chaque émission, il propose un casse-tête aux candidats (« tangram » en 2007 et 2008, reconstitution d'une figure tournante en 2009) pour gagner une clé. Monsieur Tchan choisit un candidat qui s'allonge au milieu de la salle puis l'animateur en choisit un autre qui doit réaliser le casse-tête. Si ce dernier réussit, l'équipe reçoit une clé et le candidat allongé est libéré. Dans le cas contraire, le candidat allongé est fait prisonnier. En 2009, Monsieur Tchan est également présent dans la salle des coffrets (partie intermédiaire) pour libérer les prisonniers, ainsi qu'à la fin du jeu pour emmener les candidats sacrifiés contre les clés manquantes dans la salle du trésor. En 2024, libéré de son tableau présent dans la cellule interdite de la « salle des portraits » pour le 35e anniversaire de l'émission, il propose à deux candidats de participer à l'épreuve des baguettes (2000-2013), jouée en extérieur pour l'occasion. | Rôle interprété par Roberty Long. | |
| Pilote de sous-marin | 2024                                           | Un pilote de sous-marin passionné d'explosifs. Il affronte un candidat dans le duel du combat naval (anciennement joué au Conseil) dans le « repaire des bannis ». Si le pilote gagne le duel, il endommage le système électrique de l'épreuve suivante et celle-ci est alors jouée dans le noir. | Incarné par Willy Rovelli. | |
| Bleue | 2024                                           | Sirène qui prétend être la sœur de Blanche et Rouge. Elle remplace exceptionnellement Blanche et Rouge pour juger un candidat lors d'une émission de la saison 2024. Son épreuve consiste en la résolution d'une énigme visuelle. | Incarné par Delphine Wespiser, qui incarne également Blanche depuis 2013 et Rouge depuis 2015. Lors d'une émission Fort Boyard : toujours plus fort ! de la saison 2023, la comédienne révèle que le personnage avait déjà été imaginé pour la saison 2020, mais que le projet a été abandonné en raison de la pandémie de Covid-19. | |
| Anne-Gaëlle | 2024                                           | Une ancienne animatrice du programme qui s'est reconvertie dans les paris en tout genre. Elle propose à un candidat de parier sur la victoire ou la défaite d'un de ses coéquipiers dans une épreuve donnée, avec une bourse de boyards à la clé. | Incarnée par Anne-Gaëlle Riccio. | |
| La Pirate | 2024                                           | Lors de l'ouverture du « repaire des bannis », elle défie une candidate dans l'épreuve des planches de pirate. | Incarné par Seiko Phoenix. | |
| Les Esprits Frappeurs (un homme et une femme fantômes, la femme s'appelle Fantômette selon le nom dont son interprète a baptisée son personnage) | 2024                                           | Dans une émission de la saison 2024, ils sont présents dans la plupart des épreuves et tentent de déstabiliser les candidats par divers moyens. | Incarné par Agnès Pat' et Victor Lainé. | |
| Le Maître Banni | 2024                                           | C'est un Maître du Temps qui a été exclu de la confrérie par le père Fouras. Il défie un candidat dans un bras de fer en remplacement d'un duel du Conseil. Contrairement à l'épreuve du même nom jouée habituellement au Conseil, cette version se joue en deux manches gagnantes et le candidat peut choisir avec quelle main les duellistes s'affrontent. Selon les images d'archives montrées lors de l'émission avec le « repaire des bannis », ce serait le Maître qui aurait tenté de tricher en 2008 contre Jean-Luc Lemoine lors du duel de la feuille qui brûle (sa feuille était éteinte et c'est Olivier Minne qui l'a remarqué). | Incarné par Loïc Giorgi. | |
| Pepper | 2024                                           | Cette année, le Père Fouras s’essaie à l’intelligence artificielle ! Il a créé à son image la « Père Four’I.A. ». Pour l’assister, il sera accompagné de Pepper, un robot. Pepper et la Père Four'I.A. modifient les règles de certaines épreuves à plusieurs reprises lors de l'émission avec la cellule interdite de la « salle informatique ». | Incarné par un Robot commandé par Emile Kroeger. | |
| Père Four'I.A. | 2024                                           | Cette année, le Père Fouras s’essaie à l’intelligence artificielle ! Il a créé à son image la « Père Four’I.A. ». Pour l’assister, il sera accompagné de Pepper, un robot. La Père Four'I.A. et Pepper modifient les règles de certaines épreuves à plusieurs reprises lors de l'émission avec la cellule interdite de la « salle informatique ». | Incarné par un visage numérique à l'image du Père Fouras et dont la voix est réalisée par l'interprète de celui-ci, Yann Le Gac. | |
| Maître des Cauchemars | 2024                                           | Le Maître des Cauchemars est un Maître du Temps qui est chargé de la gestion de la Cellule Interdite de l'Antre des Cauchemars. | Incarné par un comédien inconnu | |
| Trésorier | 2024                                           | Ancien ami du père Fouras, il était chargé de tenir les comptes du fort mais a volé de l'argent dans le trésor. Le père Fouras l'a alors enfermé dans la cellule la plus sécurisée du fort. Lors d'une émission de 2024, le père Fouras conclut un pacte avec lui : il retrouvera la liberté s'il parvient à faire en sorte que les candidats ne remportent pas le trésor. Pour ce faire, le trésorier invite les candidats à plusieurs reprises au cours de l'émission pour leur proposer des dilemmes. | Incarné par Jean-Marc Noirot-Cosson. | |
| Tavernier | 2024                                           | Gérant du repaire des bannis, il présente aux candidats qui y sont conviés les lieux et les personnages présents. Il affronte également un candidat dans un duel de dégustation arbitré par le chef Willy. | Incarné par Ludovic Locoche. | |
| Sumo | 1992-1993 et 2019                              | Prédécesseur de La Boule, sonnant le gong en début et fin d'émission et envoyant les candidats en prison. Il intervenait aussi dans l'épreuve de la Cagoule ; en 2019, l'épreuve et le personnage font leur retour au travers de la séquence de la Machine à remonter le temps. | Incarné par Raymond Khamvene en 1992 et 1993, et Sothy Houl en 2019. | |
| La guerrière mystère | 2022                                           | Cette femme masquée, qui ne parle que lorsque personne sur le fort ne peut la voir et avec une voix modifiée, a été recrutée par le père Fouras pour l'un de ses neuf atouts. Elle affronte les candidats dans plusieurs épreuves à la place de Lady Boo, et parfois en duo avec Little Boo. À chacune de ses apparitions, un indice sur son identité est révélé à l'équipe par Passe-Muraille. En fin d'émission, l'équipe, à l'aide de ces indices, doit deviner qui se cache sous le masque pour gagner une bourse de boyards supplémentaires ; c'est à ce moment-là qu'elle dévoile son visage et parle face aux candidats. | Incarnée par Clémence Castel en 2022. | |
| Le guerrier mystère | 2022                                           | Cet homme masqué, qui ne parle que lorsque personne sur le fort ne peut le voir et avec une voix modifiée, ne s'exprimant que par gestes le reste du temps, a été recruté par le père Fouras pour l'un de ses neuf atouts. Il affronte les candidats dans plusieurs épreuves à la place de Big Boo, et parfois en duo avec Lady Boo, et est également présent pour l'un des duels du Conseil. À chacune de ses apparitions, un indice sur son identité est révélé à l'équipe par Passe-Muraille. En fin d'émission, l'équipe, à l'aide de ces indices, doit deviner qui se cache sous le masque pour gagner une bourse de boyards supplémentaires ; c'est à ce moment-là qu'il dévoile son visage et parle face aux candidats. | Incarné par Ladji Doucouré en 2022. | |
| Ratman | 1992-1996, 2023                                | Le maître des rats, qui permettait de libérer les prisonniers grâce à des rats de différentes couleurs. En 2023, le personnage revient dans le cadre de l'atout des revenants où il se retrouve prisonnier avec le candidat et le principe reste identique. | Rôle interprété par Guy Demazure, l'un des animaliers du Fort, de 1992 à 1996, puis par Dominique Macaire en 2023. | |

Dans les explications des épreuves, Patrice Laffont racontait des anecdotes sur des personnages du Fort qui n'ont jamais été vus à l'écran : le Géant du Fort dont l'épée de l'épreuve Excalibur était le coupe-ongles, Jacqueline Fouras nièce du père Fouras et femme de ménage du Fort ou encore le vieux marin qui amena les serpents dans la fosse.

## Guests stars
Depuis 2015, des célébrités font des apparitions ponctuellement dans l'émission lors des séquences de La Cage et la Boyard Academy.
| Nom                                  | Années d'apparition | Rôle |                              |
| ------------------------------------ | ------------------- | --- | ---------------------------- |
| Les frères Bogdanoff                 | 2015-2016           | Personnages présents dans la Boyard Academy, ils proposent des énigmes pseudo-scientifiques aux candidats. |                              |
| Camille Lacourt                      | 2017                | Il défie un candidat lors de la séquence de La Cage. |                              |
| Pascal Soetens                       | 2017                | Il défie un candidat lors de la séquence de La Cage. |                              |
| Frédérick Bousquet                   | 2016-2017           | Il défie un candidat lors de la séquence de La Cage. |                              |
| Brahim Zaibat / Flexi Brahim         | 2015-2017           | Il défie un candidat dans la séquence de La Cage, remarqué pour son agilité de danseur. |                              |
| Moundir/ Moundir l'Aventurier        | 2015-2017, 2024     | Il défie un candidat lors de la séquence de La Cage. Avec son « œil du tigre », Rouge le qualifie comme « le plus mythique des aventuriers » et le père Fouras comme l'un de ses « meilleurs soldats ». Sa personnalité rappelle un peu celle d'un guerrier. En 2024, libéré de son tableau présent dans la cellule interdite de la « salle des portraits » pour le 35e anniversaire de l'émission, il revient affronter un candidat dans La Cage, Brahim, lui-même ancien Maître de celle-ci. |                              |
| Ronny Turiaf                         | 2016                | Il défie un candidat lors de la séquence de La Cage. |                              |
| Pascal Olmeta / Captain Olmeta       | 2015                | Il défie un candidat dans la séquence de La Cage, remarqué pour son agilité et sa force en tant qu'ancien gardien de but. |                              |
| Ariane Brodier / Ariane la Spartiate | 2015                | Elle défie un candidat dans la séquence de La Cage, remarquée pour son agilité et sa force. |                              |
| Élodie Gossuin / Élodie l'experte    | 2015                | Elle défie un candidat dans la séquence de La Cage, remarquée pour sa connaissance de Fort Boyard, étant la célébrité ayant participé le plus souvent à l'émission. |                              |
| Fauve Hautot / Fauve la Tigresse     | 2015                | Elle défie un candidat dans la séquence de La Cage, elle est remarquée pour avoir la « puissance d'une tigresse ». En 2016, le personnage n'est plus là, mais elle est de retour en tant que candidate pour sa 4éme participation dans l'émission du 16 juillet 2016. |                              |
| Éric Antoine                         | 2015                | Personnage présent dans la Boyard Academy, il propose des épreuves faisant appel à l'intuition des candidats. Il ne participe qu'à une seule émission en 2015, en remplacement du magicien Vincent. |                              |
| Patrice Laffont                      | 2019                | Premier animateur de l'émission, entre 1990 et 1999, Patrice Laffont est retrouvé sous la poussière par le père Fouras. L'ancien Maître du fort occupe alors désormais la vigie et envoie les candidats dans le passé, effectuer des jeux de l'époque, dans l'épreuve de la Machine à remonter le temps. | Incarné par Patrice Laffont. |
| Delphine Wespiser                    | Depuis 2020         | L'interprète de Blanche et Rouge prend le rôle d'une envoyée spéciale lors des émissions Fort Boyard : toujours plus fort ! de la saison 2020. Elle guide alors les candidats vers les épreuves bonus, les encourage et recueille leurs impressions avant et après l'épreuve. En 2021 Delphine Wespiser apparaît uniquement pour le passage de la Carte blanche dans Fort Boyard : Toujours plus fort. |                              |
| Kevin                                | 2020                | Il se retrouve malgré lui professeur de la Boyard Academy, rouverte en 2020 par le père Fouras après un an de fermeture. En effet, à la suite du confinement et à la fermeture des écoles au printemps 2020, le père Fouras décide de rouvrir la Boyard Academy pour permettre au plus grand nombre de rattraper pendant l'été le retard accumulé. Tous les habitants du fort ayant déjà une occupation à l'exception de Kevin, ce dernier est contraint par le père Fouras d'assurer les cours de la Boyard Academy. Il propose alors aux candidats différentes épreuves inspirées des jeux des cahiers de vacances. Particulièrement fainéant, il est toujours vu assis dans le cadre de ses cours et en cas de réussite du candidat, il lui remet la clé à l'aide d'une longue pince. Il est incarné par Kevin Razy. |                              |

## Tableau de présence des personnages par année
| Années d'apparitions                | Années 1990 | Années 1990 | Années 1990 | Années 1990 | Années 1990 | Années 1990 | Années 1990 | Années 1990 | Années 1990 | Années 1990 | Années 2000 | Années 2000 | Années 2000 | Années 2000   | Années 2000   | Années 2000 | Années 2000 | Années 2000 | Années 2000 | Années 2000 | Années 2010 | Années 2010 | Années 2010 | Années 2010 | Années 2010 | Années 2010 | Années 2010 | Années 2010 | Années 2010 | Années 2010 | Années 2020 | Années 2020 | Années 2020 | Années 2020 | Années 2020 |          |
| Personnages                         | 90          | 91          | 92          | 93          | 94          | 95          | 96          | 97          | 98          | 99          | 00          | 01          | 02          | 03            | 04            | 05          | 06          | 07          | 08          | 09          | 10          | 11          | 12          | 13          | 14          | 15          | 16          | 17          | 18          | 19          | 20          | 21          | 22          | 23          | 24          |          |
| ----------------------------------- | ----------- | ----------- | ----------- | ----------- | ----------- | ----------- | ----------- | ----------- | ----------- | ----------- | ----------- | ----------- | ----------- | ------------- | ------------- | ----------- | ----------- | ----------- | ----------- | ----------- | ----------- | ----------- | ----------- | ----------- | ----------- | ----------- | ----------- | ----------- | ----------- | ----------- | ----------- | ----------- | ----------- | ----------- | ----------- | -------- |
| Père Fouras                         | Présent     | Présent     | Présent     | Présent     | Présent     | Présent     | Présent     | Présent     | Présent     | Présent     | Présent     | Présent     | Présent     | Présent       | Présent       | Présent     | Présent     | Présent     | Présent     | Présent     | Présent     | Présent     | Présent     | Présent     | Présent     | Présent     | Présent     | Présent     | Présent     | Présent     | Présent     | Présent     | Présent     | Présent     | Présent     |          |
| Passe Partout                       | Présent     | Présent     | Présent     | Présent     | Présent     | Présent     | Présent     | Présent     | Présent     | Présent     | Présent     | Présent     | Présent     | Présent       | Présent       | Présent     | Présent     | Présent     | Présent     | Présent     | Présent     | Présent     | Présent     | Présent     | Présent     | Présent     | Présent     | Présent     | Présent     | Présent     | Présent     | Présent     | Présent     | Présent     | Présent     |          |
| Félindra                            | Absente     | Présente    | Présente    | Présente    | Présente    | Présente    | Présente    | Présente    | Absente     | Présente    | Présente    | Présente    | Présente    | Présente      | Présente      | Présente    | Présente    | Présente    | Présente    | Présente    | Présente    | Présente    | Présente    | Présente    | Présente    | Présente    | Présente    | Présente    | Présente    | Présente    | Présente    | Présente    | Présente    | Présente    | Présente    |          |
| Maîtres du Temps                    | Absents     | Absents     | Absents     | Absents     | Absents     | Présents    | Présents    | Présents    | Présents    | Présents    | Présents    | Présents    | Présents    | Présents      | Présents      | Présents    | Présents    | Présents    | Présents    | Présents    | Présents    | Présents    | Présents    | Présents    | Présents    | Présents    | Présents    | Présents    | Présents    | Présents    | Présents    | Présents    | Présents    | Présents    | Présents    |          |
| Passe-Muraille                      | Absent      | Absent      | Absent      | Absent      | Absent      | Absent      | Absent      | Absent      | Absent      | Absent      | Absent      | Absent      | Absent      | Absent        | Présent       | Présent     | Présent     | Présent     | Présent     | Présent     | Présent     | Présent     | Présent     | Présent     | Présent     | Présent     | Présent     | Présent     | Présent     | Présent     | Présent     | Présent     | Présent     | Présent     | Présent     |          |
| Lady Boo                            | Absente     | Absente     | Absente     | Absente     | Absente     | Absente     | Absente     | Absente     | Absente     | Absente     | Absente     | Absente     | Absente     | Absente       | Absente       | Absente     | Absente     | Absente     | Absente     | Absente     | Absente     | Présente    | Présente    | Présente    | Présente    | Présente    | Présente    | Présente    | Présente    | Présente    | Présente    | Présente    | Présente    | Présente    | Présente    |          |
| Blanche                             | Absente     | Absente     | Absente     | Absente     | Absente     | Absente     | Absente     | Absente     | Absente     | Absente     | Absente     | Absente     | Absente     | Absente       | Absente       | Absente     | Absente     | Absente     | Absente     | Absente     | Absente     | Présente    | Présente    | Présente    | Présente    | Présente    | Présente    | Présente    | Présente    | Présente    | Présente    | Présente    | Présente    | Présente    | Présente    |          |
| Willy Rovelli                       | Absent      | Absent      | Absent      | Absent      | Absent      | Absent      | Absent      | Absent      | Absent      | Absent      | Absent      | Absent      | Absent      | Absent        | Absent        | Absent      | Absent      | Absent      | Absent      | Absent      | Absent      | Absent      | Candidat    | Présent     | Présent     | Présent     | Présent     | Présent     | Présent     | Présent     | Présent     | Présent     | Présent     | Présent     | Présent     |          |
| Rouge                               | Absente     | Absente     | Absente     | Absente     | Absente     | Absente     | Absente     | Absente     | Absente     | Absente     | Absente     | Absente     | Absente     | Absente       | Absente       | Absente     | Absente     | Absente     | Absente     | Absente     | Absente     | Absente     | Absente     | Absente     | Absente     | Présente    | Présente    | Présente    | Présente    | Présente    | Présente    | Présente    | Présente    | Présente    | Présente    | Présente |
| Roi du Fort                         | Absent      | Absent      | Absent      | Absent      | Absent      | Absent      | Absent      | Absent      | Absent      | Absent      | Absent      | Absent      | Absent      | Absent        | Absent        | Absent      | Absent      | Absent      | Absent      | Absent      | Absent      | Absent      | Absent      | Absent      | Absent      | Absent      | Absent      | Absent      | Absent      | Présent     | Présent     | Présent     | Présent     | Présent     | Présent     |          |
| Cyril Féraud (Cyril Gossbo)         | Absent      | Absent      | Absent      | Absent      | Absent      | Absent      | Absent      | Absent      | Absent      | Absent      | Absent      | Absent      | Absent      | Présent/Stage | Présent/Stage | Absent      | Absent      | Absent      | Absent      | Absent      | Absent      | Candidat    | Candidat    | Candidat    | Absent      | Absent      | Candidat    | Candidat    | Absent      | Absent      | Présent     | Présent     | Présent     | Présent     | Présent     |          |
| Big Boo                             | Absent      | Absent      | Absent      | Absent      | Absent      | Absent      | Absent      | Absent      | Absent      | Absent      | Absent      | Absent      | Absent      | Absent        | Absent        | Absent      | Absent      | Absent      | Absent      | Absent      | Absent      | Absent      | Absent      | Absent      | Absent      | Absent      | Absent      | Absent      | Absent      | Absent      | Présent     | Présent     | Présent     | Présent     | Présent     |          |
| Guerrier Mystère (Ladji Doucouré)   | Absent      | Absent      | Absent      | Absent      | Absent      | Absent      | Absent      | Absent      | Absent      | Absent      | Absent      | Absent      | Absent      | Absent        | Absent        | Absent      | Absent      | Absent      | Absent      | Absent      | Absent      | Absent      | Absent      | Absent      | Absent      | Absent      | Absent      | Absent      | Absent      | Absent      | Candidat    | Candidat    | Présents    |             |             |          |
| Guerrière Mystère (Clémence Castel) | Absente     | Absente     | Absente     | Absente     | Absente     | Absente     | Absente     | Absente     | Absente     | Absente     | Absente     | Absente     | Absente     | Absente       | Absente       | Absente     | Candidate   | Absente     | Absente     | Absente     | Absente     | Absente     | Absente     | Absente     | Absente     | Absente     | Absente     | Candidate   | Absente     | Candidate   | Absente     | Absente     | Présents    |             |             |          |
| Chasseur                            | Absent      | Absent      | Absent      | Absent      | Absent      | Absent      | Absent      | Absent      | Absent      | Absent      | Absent      | Absent      | Absent      | Absent        | Absent        | Absent      | Absent      | Absent      | Absent      | Absent      | Absent      | Absent      | Absent      | Absent      | Absent      | Absent      | Absent      | Absent      | Absent      | Absent      | Absent      | Absent      | Présent     | Présent     | Présent     |          |
| Booster                             | Absent      | Absent      | Absent      | Absent      | Absent      | Absent      | Absent      | Absent      | Absent      | Absent      | Absent      | Absent      | Absent      | Absent        | Absent        | Absent      | Absent      | Absent      | Absent      | Absent      | Absent      | Absent      | Absent      | Absent      | Absent      | Absent      | Absent      | Absent      | Absent      | Absent      | Absent      | Absent      | Absent      | Absent      | Présent     |          |

| Années d'apparitions       | Années 1990 | Années 1990 | Années 1990 | Années 1990 | Années 1990 | Années 1990 | Années 1990 | Années 1990 | Années 1990 | Années 1990 | Années 2000 | Années 2000 | Années 2000 | Années 2000 | Années 2000 | Années 2000 | Années 2000 | Années 2000 | Années 2000 | Années 2000 | Années 2010 | Années 2010 | Années 2010          | Années 2010 | Années 2010 | Années 2010 | Années 2010 | Années 2010 | Années 2010                                              | Années 2010                                                | Années 2020 | Années 2020 | Années 2020 | Années 2020 | Années 2020 |
| Personnages                | 90          | 91          | 92          | 93          | 94          | 95          | 96          | 97          | 98          | 99          | 00          | 01          | 02          | 03          | 04          | 05          | 06          | 07          | 08          | 09          | 10          | 11          | 12                   | 13          | 14          | 15          | 16          | 17          | 18                                                       | 19                                                         | 20          | 21          | 22          | 23          |             |
| -------------------------- | ----------- | ----------- | ----------- | ----------- | ----------- | ----------- | ----------- | ----------- | ----------- | ----------- | ----------- | ----------- | ----------- | ----------- | ----------- | ----------- | ----------- | ----------- | ----------- | ----------- | ----------- | ----------- | -------------------- | ----------- | ----------- | ----------- | ----------- | ----------- | -------------------------------------------------------- | ---------------------------------------------------------- | ----------- | ----------- | ----------- | ----------- | ----------- |
| Population du Fort         | Présents    | Absents     | Absents     | Absents     | Absents     | Absents     | Absents     | Absents     | Absents     | Absents     | Absents     | Absents     | Absents     | Absents     | Absents     | Absents     | Absents     | Absents     | Absents     | Absents     | Absents     | Absents     | Absents              | Absents     | Absents     | Absents     | Absents     | Absents     | Absents                                                  | Absents                                                    | Absents     | Absents     | Absents     |             |             |
| Prisonniers du Fort        | Présents    | Absents     | Absents     | Absents     | Absents     | Absents     | Absents     | Absents     | Absents     | Absents     | Absents     | Absents     | Absents     | Absents     | Absents     | Absents     | Absents     | Absents     | Absents     | Absents     | Absents     | Absents     | Absents              | Absents     | Absents     | Absents     | Absents     | Absents     | Absents                                                  | Absents                                                    | Absents     | Absents     | Absents     |             |             |
| Femmes noires              | Présents    | Absents     | Absents     | Absents     | Absents     | Absents     | Absents     | Absents     | Absents     | Absents     | Absents     | Absents     | Absents     | Absents     | Absents     | Absents     | Absents     | Absents     | Absents     | Absents     | Absents     | Absents     | Absents              | Absents     | Absents     | Absents     | Absents     | Absents     | Absents                                                  | Absents                                                    | Absents     | Absents     | Absents     |             |             |
| Dresseur                   | Présent     | Absent      | Absent      | Absent      | Absent      | Absent      | Absent      | Absent      | Absent      | Absent      | Absent      | Absent      | Absent      | Absent      | Absent      | Absent      | Absent      | Absent      | Absent      | Absent      | Absent      | Absent      | Absent               | Absent      | Absent      | Absent      | Absent      | Absent      | Absent                                                   | Absent                                                     | Absent      | Absent      | Absent      |             |             |
| Tête et mains              | Présents    | Présents    | Absents     | Absents     | Absents     | Absents     | Absents     | Absents     | Absents     | Absents     | Absents     | Absents     | Absents     | Absents     | Absents     | Absents     | Absents     | Absents     | Absents     | Absents     | Absents     | Absents     | Absents              | Absents     | Absents     | Absents     | Absents     | Absents     | Absents                                                  | Absents                                                    | Absents     | Absents     | Absents     |             |             |
| Homme-fort                 | Présent     | Présent     | Présent     | Présent     | Présent     | Présent     | Présent     | Présent     | Présent     | Présent     | Présent     | Présent     | Présent     | Présent     | Présent     | Présent     | Présent     | Présent     | Absent      | Absent      | Absent      | Absent      | Absent               | Absent      | Absent      | Absent      | Absent      | Absent      | Absent                                                   | Absent                                                     | Absent      | Absent      | Absent      |             |             |
| Professeur fou             | Absent      | Présent     | Absent      | Absent      | Absent      | Absent      | Absent      | Absent      | Absent      | Absent      | Absent      | Absent      | Absent      | Absent      | Absent      | Absent      | Absent      | Absent      | Absent      | Absent      | Absent      | Absent      | Absent               | Absent      | Absent      | Absent      | Absent      | Absent      | Absent                                                   | Absent                                                     | Absent      | Absent      | Absent      |             |             |
| Vendeur d'indices          | Absent      | Présent     | Présent     | Présent     | Présent     | Absent      | Absent      | Absent      | Absent      | Absent      | Absent      | Absent      | Absent      | Absent      | Absent      | Absent      | Absent      | Absent      | Absent      | Absent      | Absent      | Absent      | Absent               | Absent      | Absent      | Absent      | Absent      | Absent      | Absent                                                   | Absent                                                     | Absent      | Absent      | Absent      |             |             |
| Revenant                   | Absent      | Absent      | Absent      | Absent      | Présent     | Absent      | Absent      | Absent      | Absent      | Absent      | Absent      | Absent      | Absent      | Absent      | Absent      | Absent      | Absent      | Absent      | Absent      | Absent      | Absent      | Absent      | Absent               | Absent      | Absent      | Absent      | Absent      | Absent      | Absent                                                   | Absent                                                     | Absent      | Absent      | Absent      |             |             |
| Cuisinier                  | Absent      | Absent      | Absent      | Présent     | Présent     | Présent     | Absent      | Absent      | Absent      | Absent      | Absent      | Absent      | Absent      | Absent      | Absent      | Absent      | Absent      | Absent      | Absent      | Absent      | Absent      | Absent      | Absent               | Absent      | Absent      | Absent      | Absent      | Absent      | Absent                                                   | Absent                                                     | Absent      | Absent      | Absent      |             |             |
| Femme sans tête            | Absent      | Absent      | Absent      | Absent      | Absent      | Présent     | Absent      | Absent      | Absent      | Absent      | Absent      | Absent      | Absent      | Absent      | Absent      | Absent      | Absent      | Absent      | Absent      | Absent      | Absent      | Absent      | Absent               | Absent      | Absent      | Absent      | Absent      | Absent      | Absent                                                   | Absent                                                     | Absent      | Absent      | Absent      |             |             |
| Pêcheur                    | Absent      | Absent      | Absent      | Absent      | Absent      | Présent     | Absent      | Absent      | Absent      | Absent      | Absent      | Absent      | Absent      | Absent      | Absent      | Absent      | Absent      | Absent      | Absent      | Absent      | Absent      | Absent      | Absent               | Absent      | Absent      | Absent      | Absent      | Absent      | Absent                                                   | Absent                                                     | Absent      | Absent      | Absent      |             |             |
| Professeur désagrégé       | Absent      | Absent      | Présent     | Présent     | Présent     | Présent     | Présent     | Absent      | Absent      | Absent      | Absent      | Absent      | Absent      | Absent      | Absent      | Absent      | Absent      | Absent      | Absent      | Absent      | Absent      | Absent      | Absent               | Absent      | Absent      | Absent      | Absent      | Absent      | Absent                                                   | Absent                                                     | Absent      | Absent      | Absent      |             |             |
| Ratman                     | Absent      | Absent      | Présent     | Présent     | Présent     | Présent     | Présent     | Absent      | Absent      | Absent      | Absent      | Absent      | Absent      | Absent      | Absent      | Absent      | Absent      | Absent      | Absent      | Absent      | Absent      | Absent      | Absent               | Absent      | Absent      | Absent      | Absent      | Absent      | Absent                                                   | Absent                                                     | Absent      | Absent      | Absent      |             |             |
| Samson                     | Absent      | Absent      | Absent      | Absent      | Absent      | Présent     | Présent     | Absent      | Absent      | Absent      | Absent      | Absent      | Absent      | Absent      | Absent      | Absent      | Absent      | Absent      | Absent      | Absent      | Absent      | Absent      | Absent               | Absent      | Absent      | Absent      | Absent      | Absent      | Absent                                                   | Absent                                                     | Absent      | Absent      | Absent      |             |             |
| Lutteuse                   | Présente    | Présente    | Présente    | Présente    | Présente    | Présente    | Présente    | Présente    | Présente    | Présente    | Absente     | Présente    | Présente    | Présente    | Présente    | Présente    | Présente    | Absente     | Absente     | Absente     | Absente     | Absente     | Absente              | Absente     | Absente     | Absente     | Absente     | Absente     | Absente                                                  | Absente                                                    | Absente     | Absente     | Absente     | Absente     |             |
| Lutteur                    | Présent     | Présent     | Présent     | Présent     | Présent     | Présent     | Présent     | Absent      | Absent      | Absent      | Absent      | Absent      | Absent      | Absent      | Absent      | Absent      | Absent      | Absent      | Absent      | Absent      | Absent      | Absent      | Absent               | Absent      | Absent      | Absent      | Absent      | Absent      | Absent                                                   | Absent                                                     | Absent      | Absent      | Absent      |             |             |
| Sauvageonne                | Absente     | Absente     | Absente     | Absente     | Absente     | Absente     | Présente    | Présente    | Absente     | Absente     | Absente     | Absente     | Absente     | Absente     | Absente     | Absente     | Absente     | Absente     | Absente     | Absente     | Absente     | Absente     | Absente              | Absente     | Absente     | Absente     | Absente     | Absente     | Absente                                                  | Absente                                                    | Absente     | Absente     | Absente     |             |             |
| Trapéziste                 | Absent      | Absent      | Absent      | Absent      | Absent      | Absent      | Absent      | Absent      | Présent     | Absent      | Absent      | Absent      | Absent      | Absent      | Absent      | Absent      | Absent      | Absent      | Absent      | Absent      | Absent      | Absent      | Absent               | Absent      | Absent      | Absent      | Absent      | Absent      | Absent                                                   | Absent                                                     | Absent      | Absent      | Absent      |             |             |
| Major                      | Absent      | Absent      | Absent      | Absent      | Absent      | Absent      | Absent      | Absent      | Présent     | Absent      | Absent      | Absent      | Absent      | Absent      | Absent      | Absent      | Absent      | Absent      | Absent      | Absent      | Absent      | Absent      | Absent               | Absent      | Absent      | Absent      | Absent      | Absent      | Absent                                                   | Absent                                                     | Absent      | Absent      | Absent      |             |             |
| Ariane                     | Absente     | Présente    | Présente    | Présente    | Présente    | Présente    | Présente    | Présente    | Présente    | Absente     | Présente    | Absent      | Absent      | Absent      | Absent      | Absent      | Absent      | Absent      | Absent      | Absent      | Absent      | Absent      | Absent               | Absent      | Absent      | Absent      | Absent      | Absent      | Absent                                                   | Absent                                                     | Absent      | Absent      | Absente     |             |             |
| Jaba le pirate             | Absent      | Absent      | Absent      | Absent      | Absent      | Présent     | Présent     | Présent     | Présent     | Présent     | Présent     | Absent      | Absent      | Absent      | Absent      | Absent      | Absent      | Absent      | Absent      | Absent      | Absent      | Absent      | Absent               | Absent      | Absent      | Absent      | Absent      | Absent      | Absent                                                   | Absent                                                     | Absent      | Absent      | Présent     |             |             |
| Lumineuse                  | Absente     | Absente     | Absente     | Absente     | Absente     | Absente     | Absente     | Absente     | Absente     | Absente     | Présente    | Présente    | Absente     | Absente     | Absente     | Absente     | Absente     | Absente     | Absente     | Absente     | Absente     | Absente     | Absente              | Absente     | Absente     | Absente     | Absente     | Absente     | Absente                                                  | Absente                                                    | Absente     | Absente     | Absente     |             |             |
| Bohémienne                 | Absente     | Absente     | Absente     | Absente     | Absente     | Absente     | Absente     | Absente     | Présente    | Présente    | Présente    | Présente    | Présente    | Absente     | Absente     | Absente     | Absente     | Absente     | Absente     | Absente     | Absente     | Absente     | Absente              | Absente     | Absente     | Absente     | Absente     | Absente     | Absente                                                  | Absente                                                    | Absente     | Absente     |             |             |             |
| Naïade                     | Absente     | Absente     | Absente     | Absente     | Absente     | Absente     | Absente     | Absente     | Absente     | Absente     | Absente     | Absente     | Présente    | Absente     | Absente     | Absente     | Absente     | Absente     | Absente     | Absente     | Absente     | Absente     | Absente              | Absente     | Absente     | Absente     | Absente     | Absente     | Absente                                                  | Absente                                                    | Absente     | Absente     |             |             |             |
| Gymnaste                   | Absente     | Absente     | Absente     | Absente     | Absente     | Absente     | Absente     | Absente     | Absente     | Absente     | Absente     | Absente     | Absente     | Absente     | Absente     | Absente     | Présente    | Absente     | Absente     | Absente     | Absente     | Absente     | Absente              | Absente     | Absente     | Absente     | Absente     | Absente     | Absente                                                  | Absente                                                    | Absente     | Absente     | Absente     |             |             |
| Monsieur Tchan             | Absent      | Absent      | Absent      | Absent      | Absent      | Absent      | Absent      | Absent      | Absent      | Absent      | Absent      | Absent      | Absent      | Absent      | Absent      | Absent      | Absent      | Présent     | Présent     | Présent     | Absent      | Absent      | Absent               | Absent      | Absent      | Absent      | Absent      | Absent      | Absent                                                   | Absent                                                     | Absent      | Absent      | Absent      |             |             |
| Passe-Temps                | Présent     | Présent     | Présent     | Présent     | Présent     | Présent     | Présent     | Présent     | Présent     | Présent     | Présent     | Présent     | Présent     | Présent     | Présent     | Présent     | Présent     | Présent     | Présent     | Présent     | Absent      | Absent      | Absent               | Absent      | Absent      | Absent      | Absent      | Absent      | Absent                                                   | Absent                                                     | Absent      | Absent      | Absent      |             |             |
| Magicien                   | Présent     | Présent     | Présent     | Présent     | Présent     | Présent     | Présent     | Présent     | Présent     | Présent     | Présent     | Absent      | Absent      | Présent     | Présent     | Présent     | Présent     | Présent     | Présent     | Présent     | Présent     | Présent     | Présent              | Présent     | Absent      | Absent      | Absent      | Absent      | Absent                                                   | Absent                                                     | Absent      | Absent      | Absent      |             |             |
| La Boule (†)               | Absent      | Absent      | Absent      | Absent      | Présent     | Présent     | Présent     | Présent     | Présent     | Présent     | Présent     | Présent     | Présent     | Présent     | Présent     | Présent     | Présent     | Présent     | Présent     | Présent     | Présent     | Présent     | Présent              | Présent     | Présent     | Absent      | Absent      | Absent      | Absent                                                   | Absent                                                     | Absent      | Absent      | Absent      |             |             |
| Luciole                    | Absente     | Absente     | Absente     | Absente     | Absente     | Absente     | Absente     | Absente     | Absente     | Absente     | Absente     | Absente     | Absente     | Absente     | Absente     | Absente     | Absente     | Absente     | Absente     | Absente     | Absente     | Présente    | Présente             | Présente    | Présente    | Absente     | Absente     | Absente     | Absente                                                  | Absente                                                    | Absente     | Absente     | Présente    |             |             |
| Le magicien Vincent        | Absent      | Absent      | Absent      | Absent      | Absent      | Absent      | Absent      | Absent      | Absent      | Absent      | Absent      | Absent      | Absent      | Absent      | Absent      | Absent      | Absent      | Absent      | Absent      | Absent      | Absent      | Absent      | Absent               | Absent      | Présent     | Présent     | Absent      | Absent      | Absent                                                   | Absent                                                     | Absent      | Absent      | Absent      |             |             |
| Chevalier du fort          | Absent      | Absent      | Absent      | Absent      | Absent      | Absent      | Absent      | Absent      | Absent      | Absent      | Absent      | Absent      | Absent      | Absent      | Absent      | Absent      | Absent      | Absent      | Absent      | Absent      | Absent      | Absent      | Absent               | Absent      | Absent      | Absent      | Présent     | Présent     | Absent                                                   | Absent                                                     | Absent      | Absent      | Absent      |             |             |
| Eric Fouras                | Absent      | Absent      | Absent      | Absent      | Absent      | Absent      | Absent      | Absent      | Absent      | Absent      | Absent      | Absent      | Absent      | Absent      | Absent      | Absent      | Absent      | Absent      | Absent      | Absent      | Absent      | Absent      | Absent               | Absent      | Absent      | Absent      | Absent      | Présent     | Absent                                                   | Absent                                                     | Absent      | Absent      | Absent      |             |             |
| Les Bodin's                | Absents     | Absents     | Absents     | Absents     | Absents     | Absents     | Absents     | Absents     | Absents     | Absents     | Absents     | Absents     | Absents     | Absents     | Absents     | Absents     | Absents     | Absents     | Absents     | Absents     | Absents     | Absents     | Absents              | Absents     | Absents     | Absents     | Absents     | Absents     | Présents                                                 | Absents                                                    | Candidats   | Absents     | Absents     |             |             |
| Mister Boo                 | Absent      | Absent      | Absent      | Absent      | Absent      | Absent      | Absent      | Absent      | Absent      | Absent      | Absent      | Absent      | Absent      | Absent      | Absent      | Absent      | Absent      | Absent      | Absent      | Absent      | Absent      | Absent      | Absent               | Présent     | Présent     | Présent     | Présent     | Présent     | Présent                                                  | Présent                                                    | Absent      | Absent      | Absent      |             |             |
| Francis (Narcisse) Lalanne | Absent      | Absent      | Absent      | Absent      | Absent      | Absent      | Absent      | Absent      | Absent      | Absent      | Absent      | Absent      | Absent      | Absent      | Absent      | Candidat    | Absent      | Absent      | Absent      | Absent      | Absent      | Absent      | Absent               | Absent      | Absent      | Absent      | Présent     | Présent     | Présent                                                  | Candidat                                                   | Absent      | Absent      | Absent      |             |             |
| Enfants du Fort            | Absents     | Absents     | Absents     | Absents     | Absents     | Absents     | Absents     | Absents     | Absents     | Absents     | Absents     | Absents     | Absents     | Absents     | Absents     | Absents     | Absents     | Absents     | Absents     | Absents     | Absents     | Absents     | Absents              | Absents     | Absents     | Absents     | Absents     | Absents     | Présents (Casey, Maï-Linh, Damani, Ange, Silane, Romane) | Présents (Casey, Maï-Linh, Salomé, Preston, Ainhoa, Shadi) | Absents     | Absents     | Absents     |             |             |
| Little Boo (Casey Calaber) | Absent      | Absent      | Absent      | Absent      | Absent      | Absent      | Absent      | Absent      | Absent      | Absent      | Absent      | Absent      | Absent      | Absent      | Absent      | Absent      | Absent      | Absent      | Absent      | Absent      | Absent      | Absent      | Absent               | Absent      | Absent      | Absent      | Absent      | Absent      | Présent (Enfant du Fort)                                 | Présent (Enfant du Fort)                                   | Présent     | Présent     | Présent     | Présent     |             |
| Femme coupée               | Présente    | Absente     | Absente     | Absente     | Absente     | Absente     | Absente     | Absente     | Absente     | Absente     | Absente     | Absente     | Absente     | Absente     | Absente     | Absente     | Absente     | Absente     | Absente     | Absente     | Absente     | Absente     | Présente (Halloween) | Absente     | Absente     | Absente     | Absente     | Absente     | Absente                                                  | Présente                                                   | Absente     | Absente     | Absente     |             |             |
| Sumo                       | Absent      | Absent      | Présent     | Présent     | Absent      | Absent      | Absent      | Absent      | Absent      | Absent      | Absent      | Absent      | Absent      | Absent      | Absent      | Absent      | Absent      | Absent      | Absent      | Absent      | Absent      | Absent      | Absent               | Absent      | Absent      | Absent      | Absent      | Absent      | Absent                                                   | Présent                                                    | Absent      | Absent      | Absent      |             |             |
| Vincent Lagaf' (Mégagaf)   | Absent      | Absent      | Absent      | Absent      | Absent      | Absent      | Absent      | Absent      | Absent      | Absent      | Absent      | Absent      | Absent      | Absent      | Absent      | Absent      | Absent      | Absent      | Absent      | Absent      | Absent      | Absent      | Absent               | Absent      | Absent      | Absent      | Absent      | Candidat    | Présent                                                  | Présent                                                    | Absent      | Présent     | Absent      |             |             |
| Magloire (Magik)           | Absent      | Absent      | Absent      | Absent      | Absent      | Absent      | Absent      | Absent      | Absent      | Absent      | Absent      | Absent      | Absent      | Absent      | Absent      | Absent      | Absent      | Absent      | Absent      | Absent      | Absent      | Absent      | Absent               | Absent      | Absent      | Absent      | Absent      | Candidat    | Absent                                                   | Présent                                                    | Présent     | Présent     | Absent      |             |             |
| Tata Fouras                | Absente     | Absente     | Absente     | Absente     | Absente     | Absente     | Absente     | Absente     | Absente     | Absente     | Absente     | Absente     | Absente     | Absente     | Absente     | Absente     | Absente     | Absente     | Absente     | Absente     | Absente     | Absente     | Absente              | Absente     | Absente     | Absente     | Absente     | Absente     | Absente                                                  | Absente                                                    | Présente    | Présente    | Absente     |             |             |
| Gary Boo                   | Absent      | Absent      | Absent      | Absent      | Absent      | Absent      | Absent      | Absent      | Absent      | Absent      | Absent      | Absent      | Absent      | Absent      | Absent      | Absent      | Absent      | Absent      | Absent      | Absent      | Absent      | Absent      | Absent               | Absent      | Absent      | Absent      | Absent      | Absent      | Absent                                                   | Absent                                                     | Absent      | Présent     | Absent      |             |             |

| Années d'apparitions     | Années 1990 | Années 1990 | Années 1990 | Années 1990 | Années 1990 | Années 1990 | Années 1990 | Années 1990 | Années 1990 | Années 1990 | Années 2000 | Années 2000 | Années 2000 | Années 2000 | Années 2000 | Années 2000 | Années 2000 | Années 2000 | Années 2000 | Années 2000 | Années 2010 | Années 2010 | Années 2010 | Années 2010        | Années 2010        | Années 2010              | Années 2010              | Années 2010              | Années 2010              | Années 2010              | Années 2020                         | Années 2020                         | Années 2020              |         |
| Personnages              | 90          | 91          | 92          | 93          | 94          | 95          | 96          | 97          | 98          | 99          | 00          | 01          | 02          | 03          | 04          | 05          | 06          | 07          | 08          | 09          | 10          | 11          | 12          | 13                 | 14                 | 15                       | 16                       | 17                       | 18                       | 19                       | 20                                  | 21                                  | 22                       |         |
| ------------------------ | ----------- | ----------- | ----------- | ----------- | ----------- | ----------- | ----------- | ----------- | ----------- | ----------- | ----------- | ----------- | ----------- | ----------- | ----------- | ----------- | ----------- | ----------- | ----------- | ----------- | ----------- | ----------- | ----------- | ------------------ | ------------------ | ------------------------ | ------------------------ | ------------------------ | ------------------------ | ------------------------ | ----------------------------------- | ----------------------------------- | ------------------------ | ------- |
| Pascal Olmeta            | Absent      | Absent      | Absent      | Absent      | Absent      | Absent      | Candidat    | Absent      | Absent      | Candidat    | Absent      | Absent      | Absent      | Absent      | Absent      | Absent      | Absent      | Absent      | Absent      | Absent      | Absent      | Absent      | Candidat    | Candidat           | Absent             | Présent                  | Absent                   | Absent                   | Absent                   | Absent                   | Absent                              | Absent                              | Absent                   |         |
| Ariane Brodier           | Absente     | Absente     | Absente     | Absente     | Absente     | Absente     | Absente     | Absente     | Absente     | Absente     | Absente     | Absente     | Absente     | Absente     | Absente     | Absente     | Absente     | Absente     | Absente     | Absente     | Absente     | Absente     | Candidate   | Candidate          | Candidate          | Présent                  | Absente                  | Absente                  | Candidate                | Absente                  | Absente                             | Absente                             | Absente                  |         |
| Elodie Gossuin           | Absente     | Absente     | Absente     | Absente     | Absente     | Absente     | Absente     | Absente     | Absente     | Absente     | Absente     | Candidate   | Absente     | Candidate   | Absente     | Absente     | Absente     | Absente     | Candidate   | Candidate   | Absente     | Candidate   | Candidate   | Absente            | Candidate          | Présent                  | Absente                  | Absente                  | Candidate                | Candidate                | Absente                             | Candidate                           | Candidate                |         |
| Fauve Hautot             | Absente     | Absente     | Absente     | Absente     | Absente     | Absente     | Absente     | Absente     | Absente     | Absente     | Absente     | Absente     | Absente     | Absente     | Absente     | Absente     | Absente     | Absente     | Absente     | Absente     | Absente     | Absente     | Candidate   | Candidate          | Candidate          | Présent                  | Candidate                | Absente                  | Absente                  | Absente                  | Absente                             | Absente                             | Absente                  | Absente |
| Eric Antoine             | Absent      | Absent      | Absent      | Absent      | Absent      | Absent      | Absent      | Absent      | Absent      | Absent      | Absent      | Absent      | Absent      | Absent      | Absent      | Absent      | Absent      | Absent      | Absent      | Absent      | Absent      | Absent      | Absent      | Absent             | Absent             | Présent                  | Absent                   | Absent                   | Absent                   | Absent                   | Candidat                            | Absent                              | Absent                   |         |
| Ronny Turiaf             | Absent      | Absent      | Absent      | Absent      | Absent      | Absent      | Absent      | Absent      | Absent      | Absent      | Absent      | Absent      | Absent      | Absent      | Absent      | Absent      | Absent      | Absent      | Absent      | Absent      | Absent      | Absent      | Absent      | Absent             | Absent             | Candidat                 | Présent                  | Absent                   | Absent                   | Absent                   | Absent                              | Absent                              | Absent                   |         |
| Les frères Bogdanoff (†) | Absents     | Absents     | Absents     | Absents     | Absents     | Absents     | Absents     | Absents     | Absents     | Absents     | Absents     | Absents     | Absents     | Absents     | Absents     | Absents     | Absents     | Absents     | Absents     | Absents     | Absents     | Absents     | Absents     | Absents            | Absents            | Présents                 | Présents                 | Absents                  | Absents                  | Absents                  | Absents                             | Absents                             | Absents                  |         |
| Camille Lacourt          | Absent      | Absent      | Absent      | Absent      | Absent      | Absent      | Absent      | Absent      | Absent      | Absent      | Absent      | Absent      | Absent      | Absent      | Absent      | Absent      | Absent      | Absent      | Absent      | Absent      | Absent      | Candidat    | Absent      | Absent             | Absent             | Absent                   | Absent                   | Présent                  | Candidat                 | Candidat                 | Candidat                            | Candidat                            | Candidat                 |         |
| Pascal Soetens           | Absent      | Absent      | Absent      | Absent      | Absent      | Absent      | Absent      | Absent      | Absent      | Absent      | Absent      | Absent      | Absent      | Absent      | Absent      | Absent      | Absent      | Absent      | Absent      | Absent      | Absent      | Absent      | Absent      | Absent             | Absent             | Absent                   | Candidat                 | Présent                  | Absent                   | Absent                   | Absent                              | Absent                              | Absent                   |         |
| Frédérik Bousquet        | Absent      | Absent      | Absent      | Absent      | Absent      | Absent      | Absent      | Absent      | Absent      | Absent      | Absent      | Absent      | Absent      | Absent      | Absent      | Absent      | Absent      | Absent      | Absent      | Absent      | Absent      | Absent      | Candidat    | Absent             | Absent             | Candidat                 | Présent                  | Présent                  | Absent                   | Absent                   | Absent                              | Absent                              | Candidat                 |         |
| Brahim Zaibat            | Absent      | Absent      | Absent      | Absent      | Absent      | Absent      | Absent      | Absent      | Absent      | Absent      | Absent      | Absent      | Absent      | Absent      | Absent      | Absent      | Absent      | Absent      | Absent      | Absent      | Absent      | Absent      | Absent      | Absent             | Candidat           | Présent                  | Présent                  | Présent                  | Absent                   | Absent                   | Absent                              | Candidat                            |                          |         |
| Moundir Zoughari         | Absent      | Absent      | Absent      | Absent      | Absent      | Absent      | Absent      | Absent      | Absent      | Absent      | Absent      | Absent      | Absent      | Absent      | Absent      | Absent      | Absent      | Absent      | Absent      | Absent      | Absent      | Candidat    | Absent      | Absent             | Absent             | Présent                  | Présent                  | Présent                  | Absent                   | Absent                   | Absent                              | Absent                              | Absent                   |         |
| Patrice Laffont          | Animateur   | Animateur   | Animateur   | Animateur   | Animateur   | Animateur   | Animateur   | Animateur   | Animateur   | Animateur   | Candidat    | Absent      | Absent      | Absent      | Absent      | Absent      | Absent      | Absent      | Absent      | Candidat    | Absent      | Absent      | Absent      | Candidat           | Absent             | Absent                   | Absent                   | Absent                   | Absent                   | Présent                  | Absent                              | Absent                              | Absent                   |         |
| Delphine Wespiser        | Absente     | Absente     | Absente     | Absente     | Absente     | Absente     | Absente     | Absente     | Absente     | Absente     | Absente     | Absente     | Absente     | Absente     | Absente     | Absente     | Absente     | Absente     | Absente     | Absente     | Absente     | Absente     | Candidate   | Présente (Blanche) | Présente (Blanche) | Présente (Blanche/Rouge) | Présente (Blanche/Rouge) | Présente (Blanche/Rouge) | Présente (Blanche/Rouge) | Présente (Blanche/Rouge) | Présente + Présente (Blanche/Rouge) | Présente + Présente (Blanche/Rouge) | Présente (Blanche/Rouge) |         |
| Kevin Razy               | Absent      | Absent      | Absent      | Absent      | Absent      | Absent      | Absent      | Absent      | Absent      | Absent      | Absent      | Absent      | Absent      | Absent      | Absent      | Absent      | Absent      | Absent      | Absent      | Absent      | Absent      | Absent      | Absent      | Absent             | Absent             | Absent                   | Absent                   | Absent                   | Absent                   | Absent                   | Présent                             | Absent                              | Absent                   |         |